# Lobophytum batarum
Lobophytum batarum is een zachte koraalsoort uit de familie Alcyoniidae. De koraalsoort komt uit het geslacht Lobophytum. Lobophytum batarum werd in 1919 voor het eerst wetenschappelijk beschreven door Moser. 